# Ẩm thực Albania

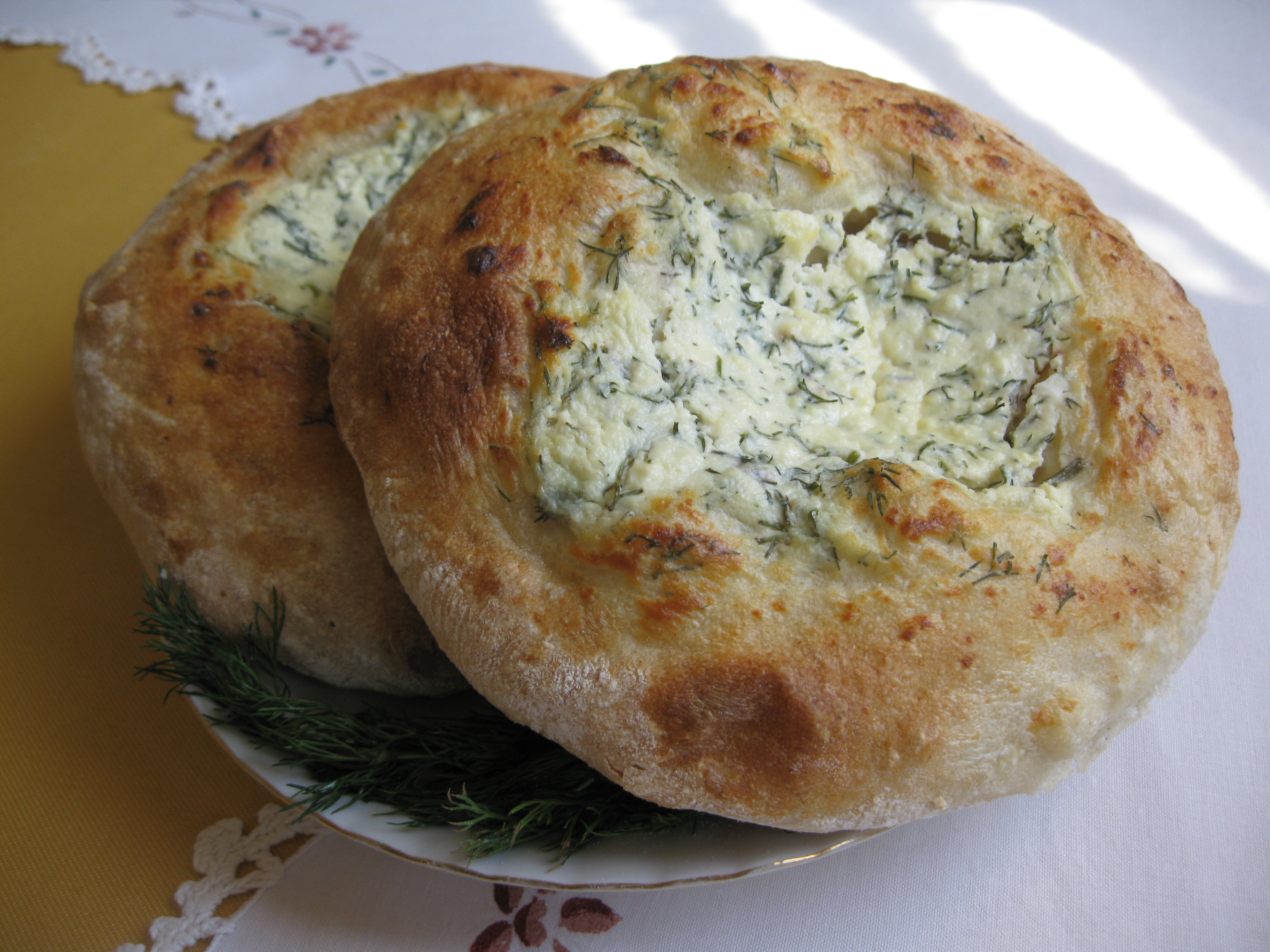
Món bánh Pitalka ramazani

Ẩm thực Albania (tiếng Albania: Kuzhina shqiptare) là món ăn quốc gia của người Albania. Nó là cách nấu ăn Địa Trung Hải có nhiều ảnh hưởng từ Hy Lạp, Ý và Thổ Nhĩ Kỳ. Nó đặc trưng bởi sự sử dụng các loại thảo mộc Địa Trung Hải như oregano, bạc hà, húng, hương thảo, và nhiều loại khác trong nấu ăn thịt và cá, nhưng cũng có cả ớt và tỏi. Rau cũng được sử dụng trong hầu hết các món ăn. Bữa ăn chính của các người Albania là bữa trưa, mà thường bao gồm gjellë (hầm), món chính làm từ thịt nấu nhừ với các loại rau, và một loại salad từ rau tươi ví dụ như cà chua, dưa chuột, ớt chuông xanh, và ô-liu. Món salad được nêm với muối, dầu ô liu, giấm hoặc nước chanh. Ở những vùng cao, thịt xông khói và đồ muối phổ biến. Nội tạng động vật cũng được sử dụng trong các món ăn như ruột được coi là tinh tế. Sản phẩm từ sữa là một phần mở rộng của ẩm thực này và thường đi kèm với bánh mì và đồ uống có cồn như Raki. Đặc sản hải sản cũng rất phổ biến trong những thành phố như Durrës, Vlorë, Shkodër và Sarandë.

## Bữa ăn

### Món khai vị

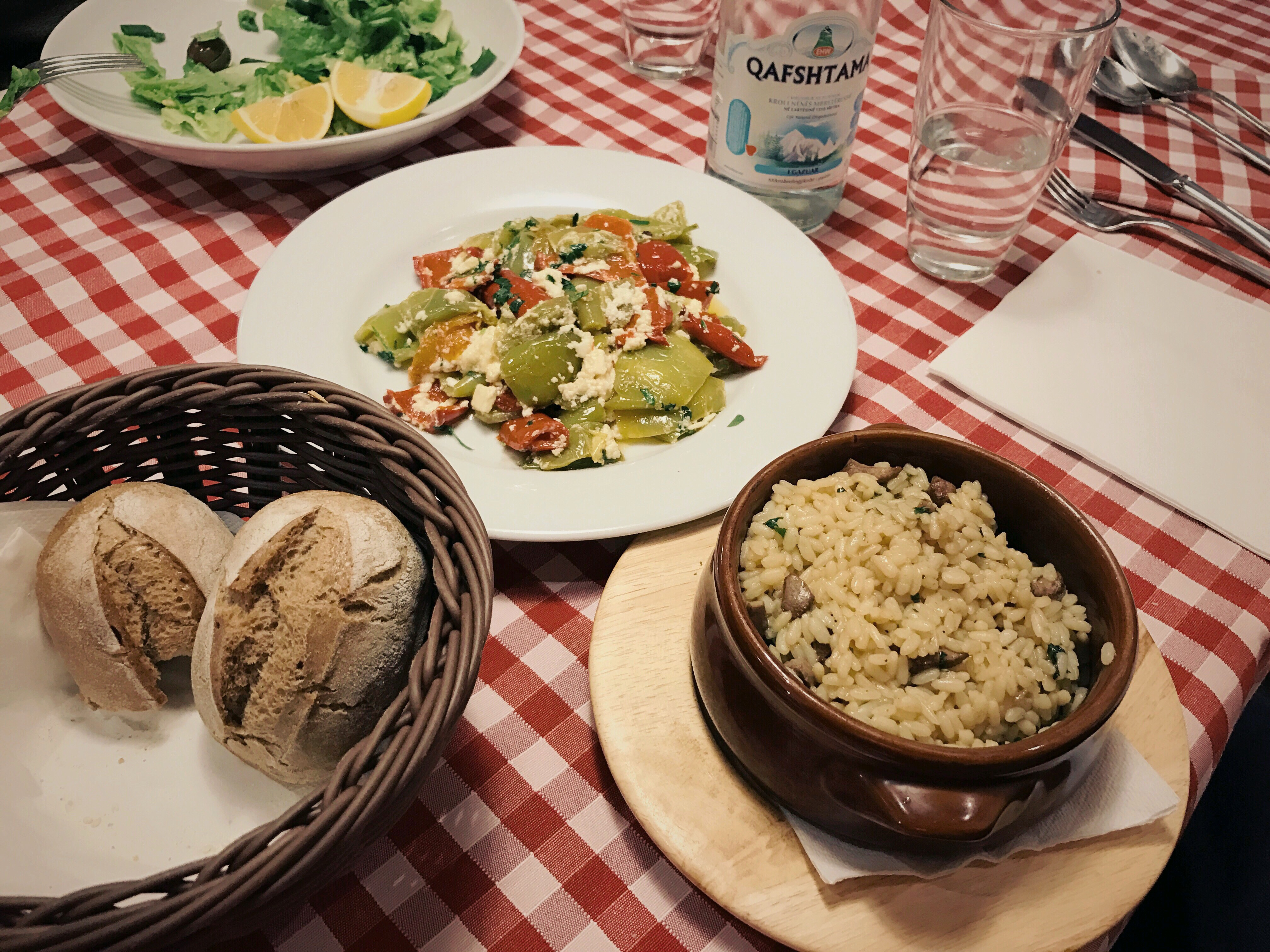
Bữa ăn truyền thống phục vụ trong bát đất nung

- Bánh mì lúa mì (Bukë gruri) hay bánh mì ngô (Bukë misri) thường xuất hiện trên bàn ăn Albania. Do đó câu nói "chuẩn bị ăn" (tiếng Albania: për të ngrënë bukë) có thể được dịch là "chuẩn bị ăn bánh mì." 'Bánh mì' cũng được sử dụng trong câu nói thể hiện sự hiếu khách tiếng Albania "bánh mì, muối, và tim" (tiếng Albania: bukë, kripë e zemër).
- Gan gà (mëlci pule)
- Món khai vị từ cà tím
- Dollma (Japrak)
- Panaret, nổi tiếng với người Arbereshe
- Ớt chuông nhồi (ớt chuông xanh nhồi với cơm, thịt, các loại rau)
- Bắp cải muối (Turshi lakre)
- Cá mòi chiên với chanh vàng (sardele me Limon)
- Meze đĩa kiểu Albania đĩa mà bao gồm thịt giăm bông prosciutto, xúc xích ý và phô mai, đi cùng với rang ớt (ớt) hoặc màu xanh lá cây ô-liu ướp trong dầu ô liu với tỏi hoặc tây.
- Papare: bánh mì thừa nấu với nước, trứng bơ, và Gjize (pho mát sữa đông muối)

### Salad

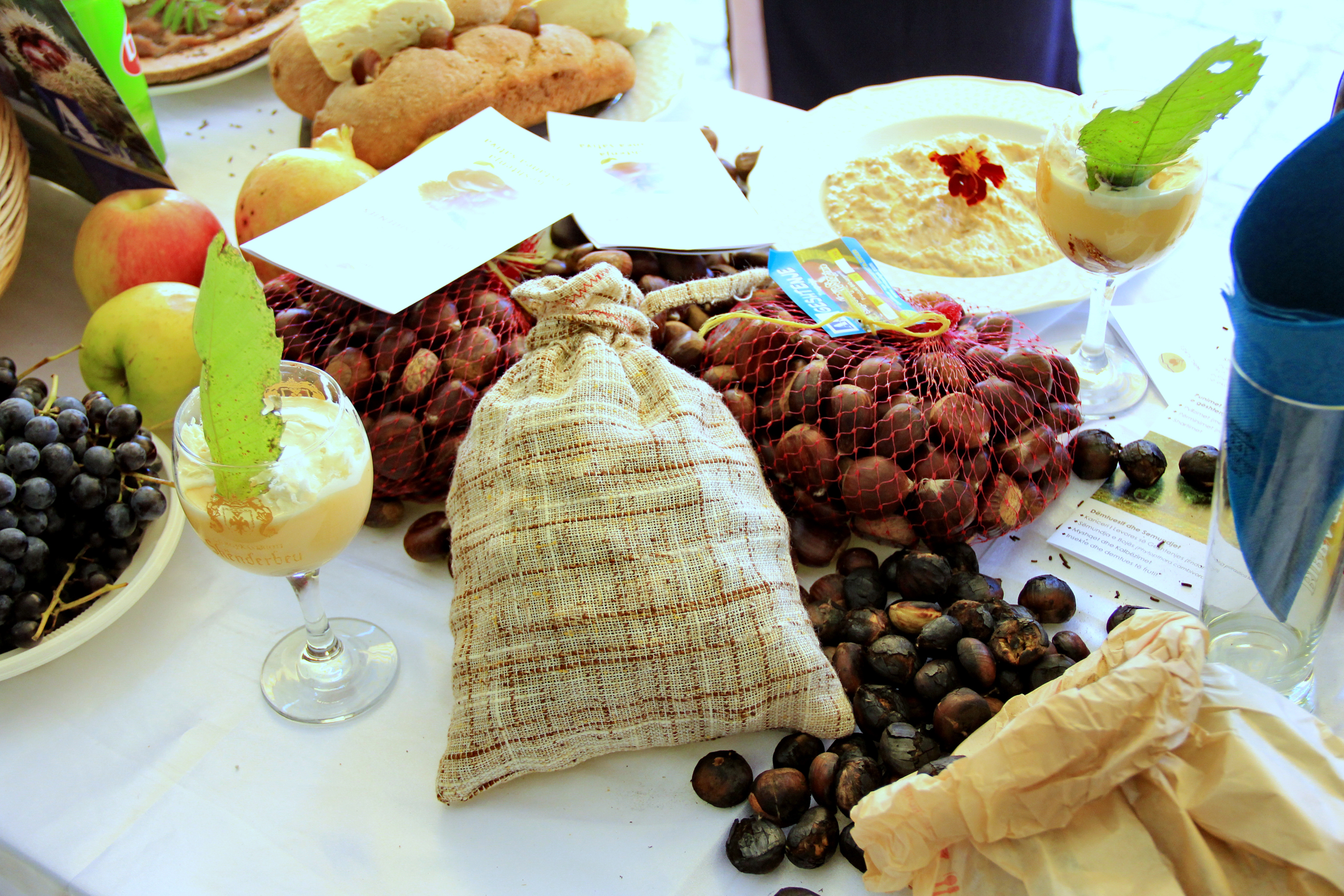
Hạt dẻ được trồng khắp Albania.

- Salad khoai tây Albania
- Salad trộn Albania
- Salad đậu
- Salad bắp cải
- Salad cà chua và hạt tiêu

### Súp
- Súp đậu Jahni
- Súp khoai tây và bắp cải
- Súp với chanh vàng

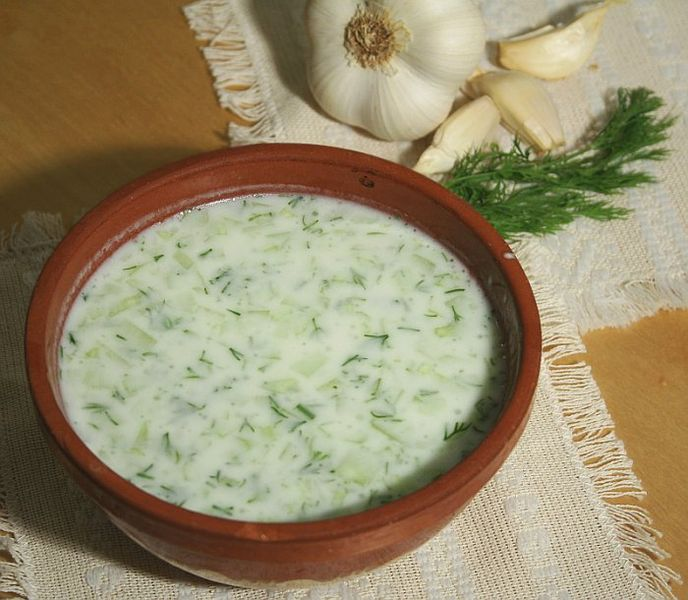
Tarator là một ướp lạnh sữa chua và dưa chuột uống và là phổ biến trong những tháng hè.

- Groshët, nổi tiếng với người Arbereshe
- Tarator
- Trahana
- Shqeto là súp từ vùng Lunxheri của Gjirokaster

### Cá

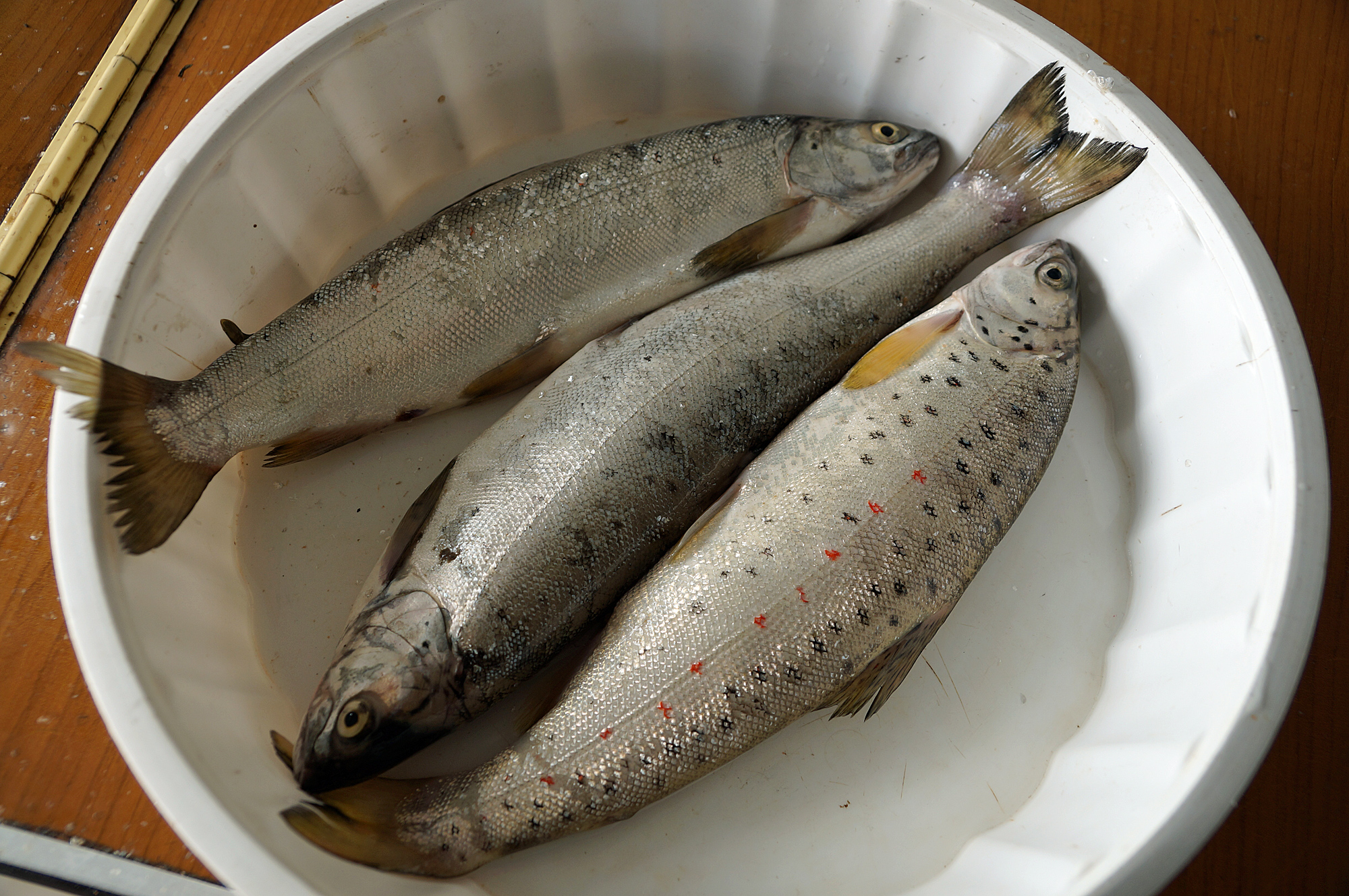
Cá hồi

- Cá hồi chấm nướng lò (hoặc cá hồi Ohrid) với hành tây và cà chua
- Cá mối, cá chép, cá mugilidae hoặc lươn nướng với dầu ô liu và tỏi

### Thịt

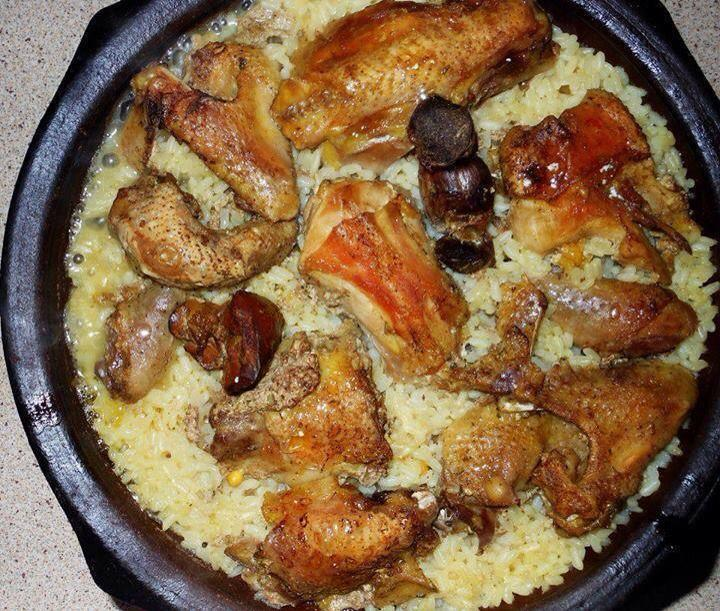
Món ăn truyền thống từ vùng Hasi

- Tavë kosi, món thịt cừu nướng và sữa chua
- Bê hoặc gà với hạt óc chó[1]
- Fërgesë của Tirana với bê[2] (xem thêm sataraš)
- Thịt viên chiên hay Qofte të fërguara.
- Proshute một loại thịt nguội xông khói khô
- Gjiri gic lợn sữa quay
- Kolloface Korçe
- Bê với đậu lima rất lớn
- Harapash, polenta với ruột cừu, bơ, pho mát và bột bắp
- Paçe - phổ biến trong cả nước và là món truyền thống phổ biến ở Albania. Paçe được làm từ đầu cừu, heo, hay bất kỳ gia súc nào, luộc cho đến khi thịt có thể được lấy ra dễ dàng. Sau đó nó được hầm với tỏi hành, tiêu đen, và giấm. Đôi khi một chút bột mì sẽ được thêm vào để làm nước hầm đặc hơn. Nó làm nên một món hầm nóng và thịnh soạn trong mùa đông.

### Rau
- Dollma (ở Serbia được gọi là Sarma và ở Đông Nam Montenegro được gọi là Japrak) — một loại món rau nhồi
- Tỏi tây nướng
- Fërgesë của Tirana với ớt chuông
- Ớt chuông nhồi cơm, thịt và rau
- Cà tím nhồi với pho mát,

### Bánh

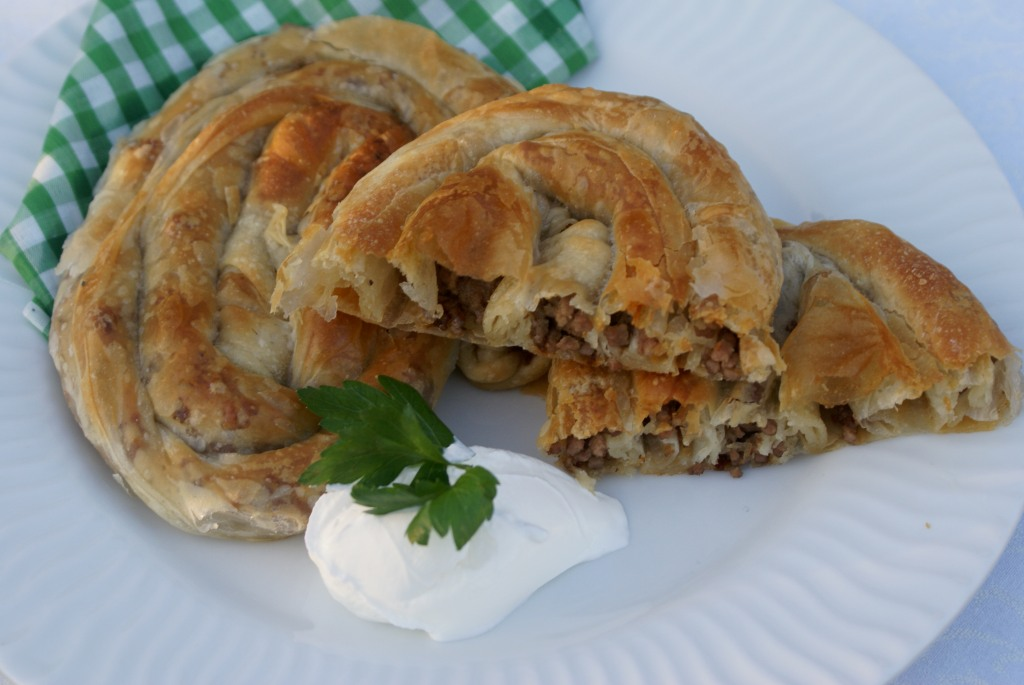
Byrek Albania

- Börek — Bánh nướng rau Albania, nó có thể có pho mát feta, rau chân vịt, bắp cải, cà chua, hay thịt; nó là một chiếc bánh chia tầng với vỏ filo.
- Kungullur — Những lớp vỏ nướng có nhân bí ngô, bơ, muối hoặc đường
- Bakllasarëm — Một món ăn truyền ở Kosovo và Albania: lớp bánh chia tầng của nó cũng được gọi là "pite" hoặc "pita" (Byrek) không có gì bên trong, nó được bao phủ với sữa chua và tỏi, và được làm nóng thêm một lần nữa. Nó được dùng làm bữa ăn trưa.
- Flia — Một món ăn truyền thống ở Albania và Kosovo
- Qumeshtore
- Pepeq
- Shaprak
- Qollopita
- Lakruar giống với börek tuy nhiên, nó có lớp bột filo với hành tây, dầu ô liu, trứng. Nó là đặc sản của miền Nam ở Lunxheri

### Món tráng miệng

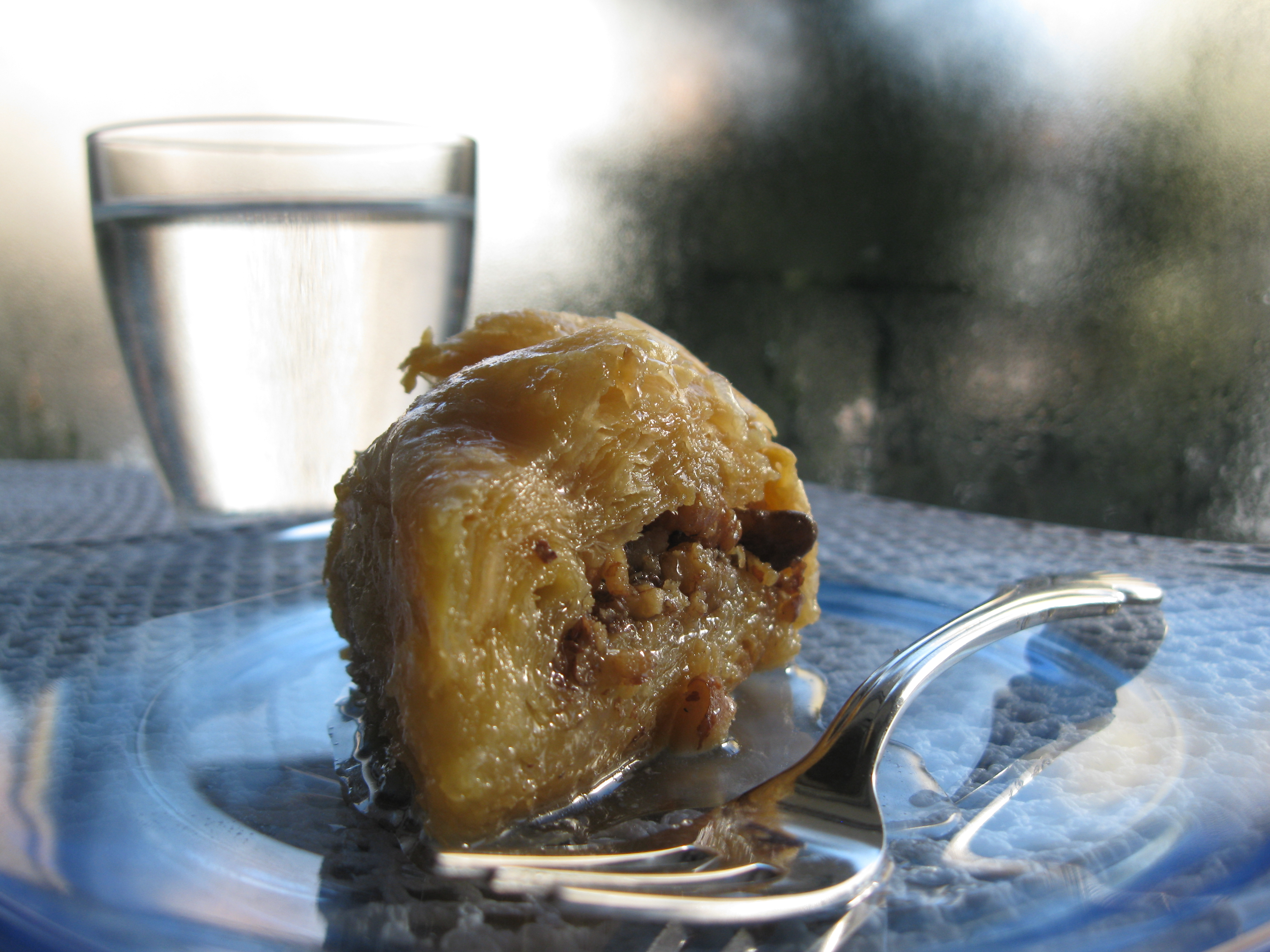
Baklava được chuẩn bị trên khay lớn và cắt thành nhiều hình dạng

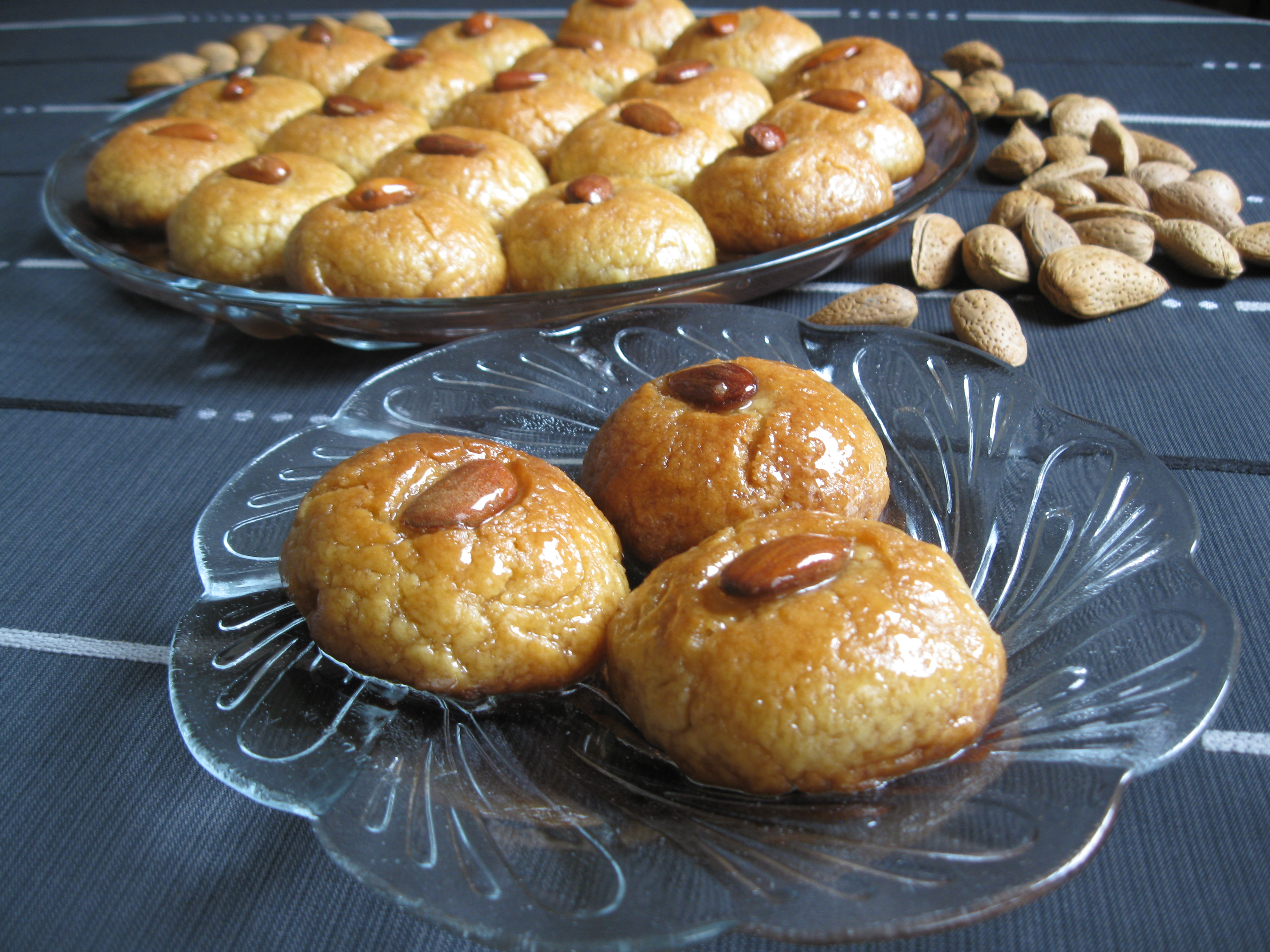
Sheqerpare

Cửa hàng bánh ngọt Pháp có mặt ở mọi thành phố của Albania. Những món tráng miệng phổ biến nhất ở Albania được làm trên khắp vùng Balkan:
- Hallvë
- Revani me sherbet
- Hasude (Revani me niseshte)
- Tambëloriz
- Shëndetlie tôi mjaltë
- Kabuni
- Kanojët, còn được gọi là Cannoli
- Qumështor
- Krem Karamel
- Tollumba — bột chiên miếng trong xi-rô
- Gliko và mứt trái cây
- Pandispan
- Të plotit
- Dhiple
- Bakllava
- Sunxhuk Mjalte me ara
- Karkanaqe (Biskota te Shkrifeta)
- Llokume

### Đồ uống
Nước có ga là một trong những đồ uống không cồn được tiêu thụ nhiều nhất ở Albania. Hãng nổi tiếng nhất là Glina có nguồn gốc từ con suối cùng tên. Các đồ uống phổ biến khác bao gồm:
- Trà núi (Çaj Li)
- Bozë
- Dhallë
- Bia
- Vang
- Raki
- Cognac